# アンティ・オリア
アンティ・オリア（Antti Ollila、1994年12月25日 - ）は、フィンランド出身のフリースキーヤー。ソチオリンピックではスロープスタイル種目にフィンランド代表として出場し13位。

## スポンサー
Faction Skis・オークリー・Full Tilt Boots・Tazza